# لوح بزرگ سنگی سر پل ذهاب ۳
لوح بزرگ سنگی مربوط به هزاره سوم قبل از میلاد است و در شهرستان سر پل ذهاب داخل کوه هزار جریب واقع شده و این اثر در تاریخ ۱۵ دی ۱۳۱۰ با شمارهٔ ثبت ۱۵۱ به‌ عنوان یکی از آثار ملی ایران به ثبت رسیده است.